# Hadena laeta
Hadena laeta là một loài bướm đêm trong họ Noctuidae.